# Каджиллионер
«Каджиллионер» (англ. Kajillionaire) — американский комедийно-драматический фильм. Сценарий и постановка — Миранда Джулай. В ролях: Эван Рэйчел Вуд, Ричард Дженкинс, Дебра Уингер, Джина Родригес и Марк Иванир.
Мировая премьера состоялась на кинофестивале Sundance  25 января 2020 года, и он был показан в кинотеатрах 25 сентября 2020 года, за которым последовало видео по запросу 16 октября 2020 года компанией Focus Features в США и Universal Pictures на международном уровне.

## Сюжет
В центре сюжета 26-летняя девушка со странным именем «Олд Долио Дайн», которая принадлежит к семье мелких жуликов. Своё имя она получила, когда её родители «подогнали» её имя к имени другого человека с целью нажиться на завещании. Вся семья хронически испытывает недостаток в деньгах, но гордится тем, что отличается от мелкобуржуазных «фраеров» и живёт по «пиратским» правилам, честно деля добычу поровну.
После серии неудач семья задолжала плату за несколько месяцев за аренду своей квартиры за 500 долларов, которая на самом деле представляет собой обветшалый офис на мыловаренной фабрике, хозяин которой не желает тратиться на ремонт оборудования, что приводит к периодическому затоплению помещения разноцветной пеной, которую жильцы-нелегалы должны соскребать со смежной с фабрикой стены. 
Олд Долио выигрывает три билета на поездку в Нью-Йорк на каком-то соревновании. Она летит в Нью-Йорк со своими родителями. План состоит в том, чтобы получить от авиакомпании деньги за якобы потерянный во время поездки багаж, чтобы собрать деньги на аренду.
В полёте они знакомятся с Мелани, красивой молодой женщиной. Родители Олд Долио раскрывают ей свой план и убеждают её выдавать себя за их дочь, пока они забирают багаж. Мелани оказывается на удивление открытой для таких трюков и присоединяется к семейному «бизнесу».
Мелани рассказывает о своей работе и знакомит с семьёй Дайн её знакомых — пожилых клиентов, у которых она хочет недорого покупать или просто выпрашивать антиквариат. Однако, к её удивлению, Дайны начинают их обворовывать на небольшие суммы денег. Это начинание идёт не так, как им хочется, когда умирающий старик просит семью выдать себя за его семью, пока он умирает. Олд Долио потрясена этим опытом. Она ревнует и разочаровывается, когда её родители утешают Мелани, совсем игнорируя её.
Родители Олд Долио пытаются склонить Мелони к сексу втроем. Мелони собирается уйти, но мать Олд Долио пытается остановить ее и ласково обращается к ней назвав дорогой. Олд Долио очень обижена этим, так как тоже хочет родительской любви и заботы, которой у нее никогда не было. На эмоциях она предлагает матери все деньги по страховке багажа в обмен на то, чтобы она к ней тоже ласково обращалась. В ответ родители укоряют ее в неблагодарности, поскольку считают такое сентиментальное отношение «неискренним». Олд Долио чувствует стыд и извиняется перед матерью. Тогда Мелани соглашается на предложение Олд Долио и ведёт её в свою квартиру. Мелани, которой молодая девушка очень нравится, предлагает ей «комплексный пакет материнской заботы», включающий в себя «роды», сон в колыбели, танцы и блинчики на завтрак, и который она сразу же начинает осуществлять. Во время инсценировки «родов» девушки прячутся в тёмной комнате, где внезапно их застигает землетрясение. Олд Долио убеждена в том, что они обе мертвы и говорит, что ей её жизнь была вовсе не дорога. Однако, оправившись после такого потрясения, она действительно чувствует себя рождённой заново.
Через несколько дней родители Олд Долио появляются в квартире Мелани и говорят Олд Долио, что любят и скучают по ней. Они дарят ей 17 подарков на каждый день рождения, без которых она была вынуждена обходиться в детстве. На совместном ужине в ресторане, где её родители, прослезившись, обещают измениться Олд Долио получает свой 18-й подарок — ожерелье. Отец Олд Долио пытается объяснить свой подход к воспитанию дочери как «сообщникa»: «Я думал, что было бы неискренне обращаться с тобой, как с ребёнком, и я думал, что мы понимает друг друга».
В квартире Мелани родители подвергаются испытанию: Олд Долио и Мелани спрятали все деньги по страховке багажа в шкафу. Они хотят увидеть, действительно ли родители изменились или всё-таки украдут деньги. Олд Долио также считает, что её родители могут украсть большую часть денег, но оставят ей 525 долларов в качестве своей законной доли. Это будет знаком того, что родители могут любить её только по их пониманию. Однако, к удивлению Мелани и Олд Долио, деньги по страховке багажа полностью там.
Однако, когда Мелани и Олд Долио просыпаются на следующее утро, они обнаруживают, что их квартиру ограбили начисто. За исключением 17 подарков от родителей, даже вся мебель была украдена. Олд Долио и Мелани замечают, что 17 подарков подлежат возврату, и относят их в магазин для возврата. Общая стоимость предметов составляет 485,05 доллара, пока Мелани не замечает, что они забыли вернуть ожерелье. Таким образом, общая стоимость составляет ровно 525 долларов, что является справедливой долей от суммы страховки багажа. Олд Долио и Мелани целуются, когда фильм заканчивается в магазине.

## В ролях
| Актёр                | Роль           |
| -------------------- | -------------- |
| Эван Рейчел Вуд      | Долио Дайн     |
| Ричард Дженкинс      | Роберт Дайн    |
| Дебра Уингер         | Тереза Дайн    |
| Джина Родригес       | Мелани Уитакрэ |
| Марк Иванир          | Стовик Манн    |
| Патриция Белчер      | Алтея          |
| Давайн Джой Рэндольф | Дженни         |
| Диана-Мария Рива     | Фарида         |

## Приём
Рейтинг Rotten Tomatoes составляет 90 % на основе 205 отзывов, средний рейтинг — 7,40 из 10. На Metacritic  фильм имеет средневзвешенную оценку 78 из 100, основанную на отзывах 35 критиков, что указывает на «в целом положительные отзывы».
«Каджиллионер» был номинирован на премию GLAAD Media в 2021 году.